# اردآپفل

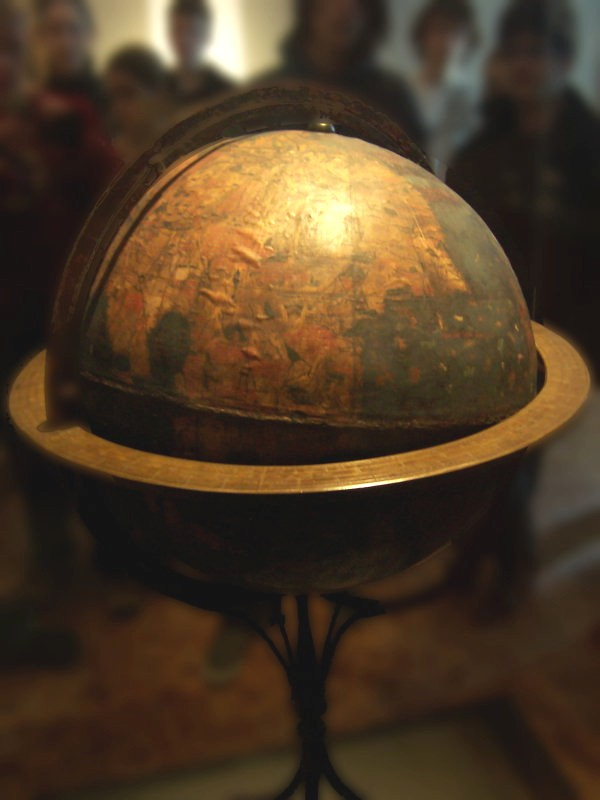
اردآپفل مارتین بیهایم

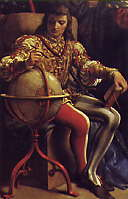
مارتین بیهایم در کنار اردآپفل

اِردآپفِل (به آلمانی: Erdapfel) ساخته‌شده توسط مارتین بیهایم در ۱۴۹۲، کهن‌ترین مدل کره جغرافیایی برجامانده است. این کره از توپ فلزی پوشانده‌شده با یک نقشه ساخته شده‌است و در آن قارهٔ آمریکا مشخص نشده‌است، زیرا کلمبوس ماه‌ها بعد در مارس ۱۴۹۳ به اسپانیا بازگشت.